# Sarraltroff
Sarraltroff és un municipi francès, situat al departament del Mosel·la i a la regió del Gran Est. L'any 2007 tenia 786 habitants.

## Demografia

### Població
El 2007 la població de fet de Sarraltroff era de 786 persones. Hi havia 303 famílies, de les quals 66 eren unipersonals (29 homes vivint sols i 37 dones vivint soles), 90 parelles sense fills, 98 parelles amb fills i 49 famílies monoparentals amb fills.
La població ha evolucionat segons el següent gràfic:
Habitants censats

### Habitatges
El 2007 hi havia 342 habitatges, 320 eren l'habitatge principal de la família i 22 estaven desocupats. 308 eren cases i 34 eren apartaments. Dels 320 habitatges principals, 267 estaven ocupats pels seus propietaris, 46 estaven llogats i ocupats pels llogaters i 6 estaven cedits a títol gratuït; 6 tenien dues cambres, 12 en tenien tres, 56 en tenien quatre i 245 en tenien cinc o més. 271 habitatges disposaven pel capbaix d'una plaça de pàrquing. A 135 habitatges hi havia un automòbil i a 155 n'hi havia dos o més.

### Piràmide de població
La piràmide de població per edats i sexe el 2009 era:
| Homes | Edats   | Dones |
| ----- | ------- | ----- |
| 0     | 95 o +  | 0     |
| 0     | 90 a 94 | 0     |
| 0     | 85 a 89 | 4     |
| 0     | 80 a 84 | 12    |
| 24    | 75 a 79 | 16    |
| 4     | 70 a 74 | 8     |
| 16    | 65 a 69 | 20    |
| 16    | 60 a 64 | 40    |
| 28    | 55 a 59 | 4     |
| 20    | 50 a 54 | 24    |
| 32    | 45 a 49 | 32    |
| 40    | 40 a 44 | 28    |
| 16    | 35 a 39 | 32    |
| 48    | 30 a 34 | 40    |
| 32    | 25 a 29 | 12    |
| 8     | 20 a 24 | 20    |
| 28    | 15 a 19 | 32    |
| 28    | 10 a 14 | 24    |
| 28    | 5 a 9   | 36    |
| 20    | 0 a 4   | 36    |

## Economia
El 2007 la població en edat de treballar era de 518 persones, 366 eren actives i 152 eren inactives. De les 366 persones actives 338 estaven ocupades (182 homes i 156 dones) i 27 estaven aturades (9 homes i 18 dones). De les 152 persones inactives 61 estaven jubilades, 45 estaven estudiant i 46 estaven classificades com a «altres inactius».

### Ingressos
El 2009 a Sarraltroff hi havia 309 unitats fiscals que integraven 770 persones, la mediana anual d'ingressos fiscals per persona era de 17.491,5 €.

### Activitats econòmiques
Dels 17 establiments que hi havia el 2007, 1 era d'una empresa de fabricació d'altres productes industrials, 2 d'empreses de construcció, 6 d'empreses de comerç i reparació d'automòbils, 2 d'empreses de transport, 1 d'una empresa d'hostatgeria i restauració, 1 d'una empresa financera, 3 d'empreses de serveis i 1 d'una entitat de l'administració pública.
Dels 7 establiments de servei als particulars que hi havia el 2009, 1 era una oficina bancària, 2 tallers de reparació d'automòbils i de material agrícola, 1 fusteria, 1 lampisteria, 1 electricista i 1 restaurant.
Dels 2 establiments comercials que hi havia el 2009, 1 era una botiga de més de 120 m² i 1 una botiga de roba.
L'any 2000 a Sarraltroff hi havia 12 explotacions agrícoles que ocupaven un total de 588 hectàrees.

## Equipaments sanitaris i escolars
El 2009 hi havia 1 escola maternal integrada dins d'un grup escolar amb les comunes properes formant una escola dispersa i 1 escola elemental integrada dins d'un grup escolar amb les comunes properes formant una escola dispersa.

## Poblacions més properes
El següent diagrama mostra les poblacions més properes.